# 马库斯·洛维特
小马库斯·洛维特（英語：Marcus LoVett Jr.，1996年3月4日—）為美國男子籃球運動員，現效力於中国男子篮球职业联赛天津荣钢。
洛维特就讀聖若望大學兩年以後放棄剩餘大學資格開始職業生涯以投入2019年NBA選秀。2018年8月，洛维特加入意大利篮球甲级联赛特倫托雕參加訓練營，參與了五場季前賽。2018年9月，剩餘季前賽洛维特改到意大利篮球甲级联赛薩沙里發電機。2018年11月，洛维特與烏日策自由簽約。2020年7月，洛维特與亞洛瓦體育簽約。2021年6月，洛维特與維爾帕斯維京人簽約。2022年8月，洛维特加盟里斯本體育。2023年7月，洛维特與里斯本競技續約。2024年全国男子篮球联赛洛维特代表河南赊店老酒出賽，2024年8月中国男子篮球职业联赛天津荣钢引進洛维特。

## 外部連結
- 马库斯·洛维特在fiba.basketball（英语）
- 马库斯·洛维特在中国男子篮球职业联赛
- 马库斯·洛维特在Basketball-Reference.com（國際）（英语）
- 马库斯·洛维特在Sports-Reference.com（NCAA）（英语）
- 马库斯·洛维特在Eurobasket.com（球員）（英语）
- 马库斯·洛维特在Proballers（英语）
- 马库斯·洛维特在RealGM（英语）
- 马库斯·洛维特在中国篮球数据库
- 马库斯·洛维特在Flashscore（英语）
- . Interperformances.com.   [2024-11-17]. （原始内容存档于2024-03-05）.